# 8068 Vishnureddy
8068 Vishnureddy è un asteroide della fascia principale. Scoperto nel 1981, presenta un'orbita caratterizzata da un semiasse maggiore pari a 2,7543886 UA e da un'eccentricità di 0,2007658, inclinata di 3,39178° rispetto all'eclittica.
L'asteroide è dedicato all'astronomo indiano Vishnu Reddy.